# Наукова бібліотека Тернопільського обласного краєзнавчого музею
Наукова бібліотека Тернопільського обласного краєзнавчого музею — структурний підрозділ музею. Заснований у жовтні 1945. Комплектували книгами з бібліотек та приватних збірок.
Основу бібліотеки склала книгозбірня Л. Фінкеля, яку він 1928 заповів Подільському регіональному музею — попереднику ТОКМ. Нині поповнюється шляхом купівлі, передплати, надходжень від приватних осіб з України та діаспори.
У фонді бібліотеки — понад 11,7 тис. книг 18-21 ст.;
Відділи:
- історія,
- археологія,
- етнографія,
- природознавство,
- нумізматика,
- книгознавство,
- мистецтво,
- художня література,
- зарубіжна література.

Створено окрему фондову групу рідкісних книг (8157 прим.). Бібліотека поповнилася літ-рою з книгозбірень Леся Курбаса, М. Ониськіва, В. Лавренюка, В. Василька, І. Смолія, Б. Головина та ін.